# Priekule

Priekule est une ville de la région de Kurzeme en Lettonie. Elle a 2 441 habitants pour une superficie de 5,4 km2. C'est le centre administratif de Priekules novads.
Ici sont nés, le général de l'armée russe et chambellan de Königsberg (1758-1760), baron Nikolaus Friedrich von Korff (1710-1766) et le poète letton et fondateur du Front populaire de Lettonie Jānis Peters (1939).